# Javi Muñoz Jiménez
Javier Muñoz Jiménez (Parla, 28 de febrero de 1995) es un futbolista español que juega como centrocampista en el Getafe C. F. de la Primera División de España.

## Trayectoria
El jugador madrileño empezó a jugar en el año 2001 en la escuela de formación Club Polideportivo Parla hasta que ingresó cinco años después en las categorías inferiores del Real Madrid Club de Fútbol.
Incorporado en las filas del primer equipo de alevines, fue progresando por cada uno de los equipos inferiores del club hasta llegar en 2014 a formar parte de la plantilla oficial del segundo equipo filial, el Real Madrid C. F. "C". Antes, durante su etapa como juvenil se proclamó vencedor de la División de Honor Juvenil y de la Copa de Campeones juvenil en la temporada 2013-14.
En la misma etapa y bajo las órdenes de Luis Miguel Ramis disputó la primera edición de la Liga Juvenil de la UEFA —competición donde su equipo quedó semifinalista—, en la que disputó nueve partidos y anotó cuatro goles siendo uno de los máximos realizadores del equipo. Siete partidos y un gol fue su bagaje en la Tercera División.
En su etapa en el segundo filial fue compaginando sus actuaciones con el primer equipo filial, siendo llamado por el entrenador Zinedine Zidane habitualmente para los partidos de Segunda División B en la que disputó once partidos. Su debut se produjo el 27 de septiembre de 2014 frente a la Sociedad Deportiva Amorebieta.
En las filas del Real Madrid Castilla, cuajó prometedoras campañas en Segunda División B que le sirvieron para seguir subiendo escalafones, llegando a debutar con el primer equipo en encuentro de Copa del Rey ante la U. E. Cornellà y competir en Segunda División de la mano del Lorca F. C. cedido por el conjunto blanco, equipo con el que disputó 36 partidos y 5 goles en la temporada 2017-18.
En el verano de 2018, tras rescindir su contrato con el Real Madrid Castilla, firmó por el Deportivo Alavés por tres temporadas. En la temporada 2018-19 fue cedido al Real Oviedo de la Segunda División. Con él jugó 27 partidos y anotó un gol. Comenzaría la temporada 2019-20 en las filas del Deportivo Alavés, con quien llegó a debutar en Primera División en un partido oficial frente al F. C. Barcelona, pero en la segunda vuelta del curso fue cedido al C. D. Tenerife de la Segunda División con el que jugó 13 partidos. 
El 20 de septiembre de 2020 fue cedido de nuevo, ahora al Club Deportivo Mirandés de la Segunda División. En las filas del conjunto burgalés disputó 40 encuentros entre todas las competiciones en los que marcó un gol y dio tres asistencias.
El 1 de julio de 2021, tras rescindir su contrato con el Deportivo Alavés, firma por la S. D. Eibar de la Segunda División por dos temporadas. Tras estas dos temporadas en el club armero se fue libre a la U. D. Las Palmas, recién ascendida a Primera División. Allí también estuvo dos años y, tras el descenso de categoría, fichó al Getafe C. F.

## Clubes
Actualizado al último partido disputado el 13 de mayo de 2025.
| Club                            | País   | Año       | Partidos | Goles |
| ------------------------------- | ------ | --------- | -------- | ----- |
| Real Madrid C. F. (Juvenil «A») | España | 2013-2014 | 25       | 7     |
| Real Madrid C. F. "C"           | España | 2014-2015 | 7        | 1     |
| R. M. Castilla C. F.            | España | 2014-2017 | 93       | 6     |
| Lorca F. C. (cedido)            | España | 2017-18   | 36       | 5     |
| Deportivo Alavés                | España | 2018-2021 | 1        | 0     |
| Real Oviedo (cedido)            | España | 2018-2019 | 27       | 1     |
| C. D. Tenerife (cedido)         | España | 2020      | 13       | 0     |
| C. D. Mirandés (cedido)         | España | 2020-2021 | 40       | 1     |
| S. D. Eibar                     | España | 2021-2023 | 83       | 3     |
| U. D. Las Palmas                | España | 2023-2025 | 75       | 3     |
| Getafe C. F.                    | España | 2025-     |          |       |